# مخترع

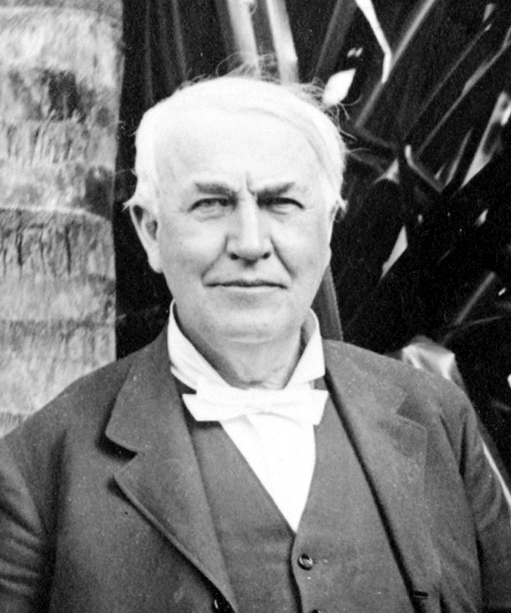
توماس ادیسون یکی از مشهورترین مخترعان

مخترع (به انگلیسی: Inventor) کسی است که چیز تازه‌ای می‌سازد یا راه تازه‌ای برای به‌ کارگیری روش‌های قدیمی پیدا می‌کند  یا برای رفع مشکل روش نوینی را پیدا می‌کند. به چیزی که مخترع می‌سازد، اختراع می‌گویند. همهٔ چیزهایی که انسان ساخته‌ است، مخترعی داشته‌اند.
نظام‌های حقوقی، تعاریف متفاوتی از مخترع ارائه نموده‌اند:از یک دیدگاه مخترع کسی است که برای اولین بار در ذهنش راه حل مشکل خاص ظهور کرده و او نیز راه حل مذکور را به صورت محصول یا فرایندی نگارش گیتایی بخشیده‌ است. دستگاه‌های حقوقی نظیر سیستم ایالات متحده آمریکا  این تعریف را از مخترع ارائه داده‌اند. (first to invent). لیکن در اکثر نظام‌های حقوقی، مخترع، اولین فردی است که برای ثبت اختراع خود به اداره ثبت اختراع مراجعه می‌نماید. در مادهٔ ۲۹ قانون ثبت نشانه ها و اختراعات ایران این نظام پذیرفته گردیده‌ است. در این نظام شاید فرد درخواست دهنده، مخترع واقعی نباشد، لیکن فصل خصومت هدف مهّمتری است که نظام اخیر آن را دنبال می‌نماید و این بر عهده مخترع است تا در اولین فرصت و در زمان پیش‌بینی شده به اداره ثبت اختراع برود و اختراع خود را به ثبت برساند.
سالانه نمایشگاهی در کشورهای مختلف برای نمایش اختراعات جدید مخترعان از سراسر جهان برگزار می‌شود.
سوئیس (ژنو) معروفترین نمایشگاه اختراعات است.